# ورلدوایدوب
ورلد واید وب (به انگلیسی: WorldWideWeb) یا آنطور که بعدها برای جلوگیری از اشتباه‌شدن با وب جهان‌گستر (به انگلیسی: World Wide Web) نکسوس نامیده‌شد نام یک نرم‌افزار است. ورلد واید وب نخستین مرورگر و ویرایش‌گر وب جهان بود که در زمان نوشته‌شدنش تنها راه دیدن وب بود.
کد منبع آن در سال ۱۹۹۳ میلادی با مالکیت عمومی انتشار یافت.

## تاریخچه
برنرز-لی این مرورگر را روی نکست کامپیوتر و در نیمهٔ دوم ۱۹۹۰ میلادی در حالی که برای سرن کار می‌کرد نوشت. نخستین نسخهٔ موفق آن در ۲۵ دسامبر ۱۹۹۰ میلادی و در پایان دو ماه توسعه تکمیل گشت. در اوت ۱۹۹۱، افرادی چون رابرت کایو و نیکولا پلو —که مرورگر حالت خطی را نوشت— در پروژه مشغول بودند و نسخه‌های متوالی این نرم‌افزار از راه گروه‌های خبری میان همکاران برنرز-لی در سرن پیش از منتشر شدن برای عموم، دست‌به‌دست می‌شد.
برنرز-لی و گروف بعدها برخی از اجزای این برنامه را در نسخه‌ای از زبان برنامه‌نویسی سی به کار گرفتند که به ایجاد رابط برنامه‌نویسی libwww شد.
در ۳۰ آوریل ۱۹۹۳ هیئت مدیرهٔ سرن کد منبع ورلدوایدوب را به مالکیت عمومی درآورد و ورلدوایدوب به نرم‌افزارهای آزاد پیوست. چندین نسخه از این نرم‌افزار همچنان از بایگانی وب‌گاه evolt.org در دسترس عموم قرار دارند. برنرز-لی ابتدا تصمیم داشت این نرم‌افزار را با پروانه عمومی همگانی گنو منتشر کند اما در نهایت برای بیشینه کردن حمایت شرکت‌ها آن را در مالکیت عمومی گذاشت.

## نام‌گذاری
برنرز-لی نام‌های متفاوتی برای نرم‌افزار کاربردی‌اش در نظر داشت، «معدن اطلاعات» (The Mine of Information) و «تور اطلاعات» (Information Mesh) از گزینه‌ها بودند اما در پایان ورلد واید وب (به معنی تار جهان‌گستر وب) برگزیده شد، اما بعدها به نکسوس تغییر پیدا کرد تا با تار جهان‌گستر اشتباه نشود.

## ویژگی‌ها
ورلد واید وب  می‌توانست اتایل‌شیت‌های ابتدایی را نمایش دهد، همهٔ پرونده‌هایی که در نکست‌سیستم پشتیبانی می‌شد را باز کند (پست‌اسکریپت،</ref name="IEEE"> فیلم و صوت)، به مرور گروه‌های خبری بپردازد و غلط‌یابی کند. تصاویر در ابتدا در یک پنجرهٔ جداگانه نمایش داده می‌شدند تا اینکه کلاس متنی نکست‌استپ از اشیای تصویری پشتیبانی کرد.
این مرورگر یک ویرایشگرِ دریافت عین مشاهده نیز بود که اجازهٔ ویرایش و پیونددهی همزمان چندین صفحه در چندین پنجره را می‌داد. توابعی نیز برای انتخاب بخشی از متن و پیوند زدن آن به بخشی دیگر از متن وجود داشتند. در آن زمان ویرایش صفحه‌ها از راه دور هنوز ممکن نبود زیرا متود HTTP PUT در پروتکل انتقال ابرمتن تعریف نشده بود. به همین خاطر پرونده‌ها در سامانهٔ محلی ویرایش می‌شدند و سپس توسط یک کارساز اچ‌تی‌تی‌پی روی وب قرار می‌گرفتند.
پانل ناوبری این نرم‌افزار دارای دکمه‌های Next (بعدی) و Previous (قبلی) بود که می‌توانستند به صورت خودکار به پیوند قبلی یا بعدی در آخرین صفحهٔ مشاهده‌شده بروند (همانند دکمهٔ Rewind و Fast Forward در مرورگر اپرا).
ورلد واید وب ویژگی‌هایی مانند بوکمارک‌کردن را نداشت اما ویژگی مشابهی داشت که اجازه می‌داد پیوندها برای استفاده در دفعات بعد ذخیره شوند، این پیوندها در صفحهٔ خانگی کاربر نمایش می‌یافتند. همچنین امکان ساختن صفحه‌های خانگی بیشتر نیز وجود داشت، همانند پوشه‌هایی که در مرورگرهای امروزی برای ذخیره‌سازی بوکمارک‌ها استفاده می‌شوند.
نسخهٔ بعدی این مرورگر می‌توانستند تصاویر درون‌خطی را نیز نمایش دهند.
ورلد واید وب می‌توانست پروتکل‌های متفاوتی از جمله اف‌تی‌پی،  پروتکل انتقال ابرمتن، NNTP, و local files. را استفاده کند.